# Łozuwatśke (obwód doniecki)
Łozuwatśke (ukr. Лозуватське) – osiedle na Ukrainie, w obwodzie donieckim, w rejonie pokrowskim, w hromadzie Hrodiwka. W 2001 liczyło 17 mieszkańców.